# Дома 1152 км
Дома́ 1152 км (рос. Дома 1152 км, удм. Дома 1152 км) — сільський населений пункт без офіційного статусу у складі Камбарського району Удмуртії, Росія.
Населення — 4 особи (2010; 8 у 2002).
Національний склад:
- росіяни — 75 %